# Apamea extrema
Apamea extrema là một loài bướm đêm trong họ Noctuidae.